# Les Trois Mousquetaires (film, 1912)
Pour les articles homonymes, voir Les Trois Mousquetaires (homonymie).
Pour plus de détails, voir Fiche technique et Distribution.
Les Trois Mousquetaires est un film français en 2 parties (La Haine de Richelieu et Le Triomphe de d'Artagnan) d'André Calmettes et Henri Pouctal, sorti en 1912.

## Fiche technique
- Titre : Les Trois Mousquetaires
- Réalisation : André Calmettes et Henri Pouctal
- Scénario : Henri Pouctal, d'après le roman d'Alexandre Dumas père
- Image : Louis Chaix
- Décors : Émile Bertin
- Production : Le Film d'art
- Pays de production : France
- Format : Noir et blanc - 1,37:1 - muet
- Date de sortie : 1912 (Paris)

## Distribution
- Émile Dehelly : D'Artagnan
- Marcel Vibert : Athos
- Adolphe Candé : Porthos
- Stellio : Aramis
- Philippe Garnier : Richelieu
- Nelly Cormon : Milady de Winter
- Jean Peyrière : Buckingham
- Aimée de Raynal : Anne d'Autriche
- Anatole Marquet[1] : Louis XIII
- Vaslin :  le comte de Tréville
- Marguerite Guizelle : Constance Bonacieux
- Édouard Hardoux : Bonacieux
- Henri Legrand : Planchet, le laquais de d'Artagnan
- Gaston Prika : Grimaud, le laquais d'Athos
- Lefèvre : Bazin, le laquais d'Aramis